# بنجامين كولينز
بنجامين كولينز (4 نوفمبر 1977 في المملكة المتحدة - ) (بالإنجليزية: Benjamin Collins)‏ هو لاعب كريكت بريطاني.

## وصلات خارجية
- بنجامين كولينز على موقع إي آس بي آن كريك إنفو (الإنجليزية)